# حير المسيل
حير المسيل قرية سورية تتبع ناحية سلحب في منطقة السقيلبية في محافظة حماة. بلغ عدد سكانها 579 نسمة في عام 2004 حسب إحصاء المكتب المركزي للإحصاء.

## وصلات خارجية
- الوحدات الإدارية في محافظة حماة